# Oreorchis nepalensis
Oreorchis nepalensis är en orkidéart som beskrevs av Nicholas Pearce och Phillip James Cribb. Oreorchis nepalensis ingår i släktet Oreorchis och familjen orkidéer. Inga underarter finns listade i Catalogue of Life.